# Talsperre Husinec
Die Talsperre Husinec (tschechisch Vodní nádrž Husinec) ist eine Trinkwassertalsperre im tschechischen Landesteil Südböhmen.

## Geographie
Die Talsperre liegt zwei Kilometer südlich von Husinec bzw. zweieinhalb Kilometer nördlich von Prachatice in einem größtenteils von Wäldern umgebenen Tal im Böhmerwald-Vorland und staut den Fluss Blanice. Sie bildet den südlichsten Teil der Katastralgemeinde Husinec. Ihr Damm befindet sich zwischen den Hügeln Hrádek (565 m n.m.) und Výrovčice (708 m). Südlich des Stausees erheben sich der Šibeniční vrch (681 m) und der Výrovec (686 m). Umliegende Ortschaften sind Husinec und Sirkovna im Norden, Výrov und Těšovice im Nordosten, Bělečská Lhota, Vojtášek und Městská Lhotka im Osten, Ostrov im Südosten, Probošt, Staré Prachatice, Kahov und Podolí im Süden, Oseky und Zábrdí im Südwesten, Podedvorský Mlýn und Dvory im Westen sowie Horouty im Nordwesten. Über die Dammkrone führt eine Nebenstraße zwischen Husinec und Prachatice.

## Geschichte
Die Talsperre entstand zwischen 1934 und 1939 zum Hochwasserschutz und der Regulierung des Wasserstandes der Blanice. Dabei wurde die unbesiedelte Talaue, wo sich ein Militärübungsplatz befand, unterhalb der Einmündung des Schwarzbaches geflutet. Das Projekt dazu entstand bereits 1930. In Folge des Münchner Abkommens 1938, das die Blanice in diesem Bereich zum Grenzgewässer zwischen dem Deutschen Reich und der „Resttschechei“ machte, gab es kurzzeitige Bauverzögerungen. Schließlich wurde der gesamte Damm der „Resttschechei“ zugesprochen. Am 23. Juni 1939 wurde die Talsperre in Betrieb genommen, wobei die Errichtung 16 Millionen Kronen kostete. 1940 wurde am Damm der Straßengrenzübergang Prachatitz/Hussinetz zwischen dem Deutschen Reich und dem Protektorat Böhmen und Mähren eingerichtet. 1953 wurde ein Kleinkraftwerk mit der Kaplanturbine von ČKD Blansko mit einer Leistung von 490 kW, später erweitert auf 630 kW eingerichtet. Seit 1962 dient die Talsperre der Trinkwasserversorgung der Stadt Prachatice, die auf dem Šibeniční vrch ein Wasserwerk errichtete. 1999 wurde das von der AQUA Energie s.r.o. aus Hamr betriebene Wasserkraftwerk saniert. Seine jährliche Stromproduktion liegt bei 1.800 MWh.
Durch Arbeiten am Damm im Jahr 2023 wurde das Stauziel der Husinec-Talsperre erweitert.

### Hochwasserereignisse
An der Talsperre kam es bei Hochwasserereignissen zu regelmäßigen Ablässen über die Überlaufrinne in den Jahren 1937, 1954, 1972, 2002 (2×), 2006, 2009 und 2013.
Beim Hochwasser im September 2024 kam es zum kontrollierten Überlauf der Staumauer, die flussabwärts liegenden Gemeinden konnten frühzeitig gewarnt worden.